# Abylaikhan Amzeyev
Abylaikhan Amzeyev (6 settembre 1994) è un lottatore kazako, specializzato nella lotta greco romana.

## Palmarès
- Campionati asiatici

Ulaanbaatar 2022: argento nei 72 kg.